# Amalie Eikeland
Pour les articles homonymes, voir Hansen.
Amalie Eikeland, née le 26 août 1995, est une footballeuse internationale norvégienne évoluant au poste de milieu de terrain avec le SK Brann.

## Biographie

### Parcours en club
Elle est demi-finaliste de la Coupe de Norvège en 2012 et 2017 avec l'équipe d'Arna-Bjørnar. Elle se classe par ailleurs avec ce club troisième du championnat de Norvège en 2012, 2013, 2014 et enfin 2018.

### Parcours en équipe nationale
Après avoir écumé les différentes sélections de jeunes, Amalie reçoit sa première sélection en équipe nationale A le 19 septembre 2016, face à Israël (victoire 5-0). 
Le 2 mai 2019, elle est appelée pour disputer la Coupe du monde 2019 organisée en France.

## Palmarès

### En sélection
- Vainqueur de l'Algarve Cup en 2019 avec l'équipe de Norvège